# Schorsboorder
De schorsboorder (Enarmonia formosana) is een nachtvlinder uit de familie van de Tortricidae, de bladrollers. Het heeft een spanwijdte van 15 tot 19 mm. De soort overwintert als rups.

## Waardplanten
De schorsboorder leeft van de bast van appel, peer, meidoorn en kers. De soort heeft een voorkeur voor oudere bomen vanwege de dikkere schors.

## Voorkomen in Nederland
De schorsboorder is in Nederland en in België een schaarse soort. De vliegtijd is van mei tot in oktober.